# イーストワナッチー (ワシントン州)
イーストワナッチー（East Wenatchee）は、アメリカ合衆国ワシントン州のダグラス郡にある都市。人口は1万4158人（2020年）で、郡内最大の都市である。コロンビア川東岸に位置している。

## 地理
コロンビア川の対岸はシェラン郡であり、郡庁所在地ワナッチーがある。 

## 歴史
1935年に町として法人化した。2010年に周辺のCDP（国勢調査指定地域）を編入し、市域が拡大した。

## 人口
2000年の国勢調査では、人口5,757人、2,295世帯、1,569家族が暮らしていた。人口密度は2,474.4/km2 (954.0/mi2) である。402.5/km2 (1,044.0/mi2) の平均的な密度に2,429軒の住宅が建っている。この都市の人種的な構成は白人89.1%、アフリカン・アメリカン0.40%、ネイティブ・アメリカン0.96%、アジア0.63%、太平洋諸島系0.10%、その他の人種6.13%、混血2.69%である。この人口の12.1%はヒスパニックまたはラテン系である。
全世帯のうち、18歳未満の子供と同居している世帯が34.1%、夫婦のみの世帯が52.8%、未婚女性の世帯が11.4%であり、31.6%は家族を持たない。個人名義の世帯主が26.3%、そのうち65歳以上が9.9%である。世帯ごとの平均人数は2.48人、家族ごとの平均人数は2.98人である。
18歳未満の未成年が26.9%、18歳以上24歳以下が8.8%、25歳以上44歳以下が26.1%、45歳以上64歳以下が22.1%、65歳以上が16.1%、平均年齢は37歳である。女性100人に対して男性は93.8人である。18歳以上の女性100人に対して男性は88.0人である。
この都市の世帯ごとの平均的な収入は34,919 USドルであり、家族ごとの平均的な収入は41,518 USドルである。男性は37,629 USドルに対して女性は24,875 USドルの平均的な収入がある。この都市の一人当たりの収入 (per capita income) は17,876 USドルである。人口の16.5%及び家族の13.4%の収入は貧困線以下である。全人口のうち18歳未満の28.6%及び65歳以上の4.2%は貧困線以下の生活を送っている。

## 姉妹都市
- 三沢市（日本・青森県） - 2001年（平成13年）8月23日姉妹都市提携。